# 来る福招き猫まつり

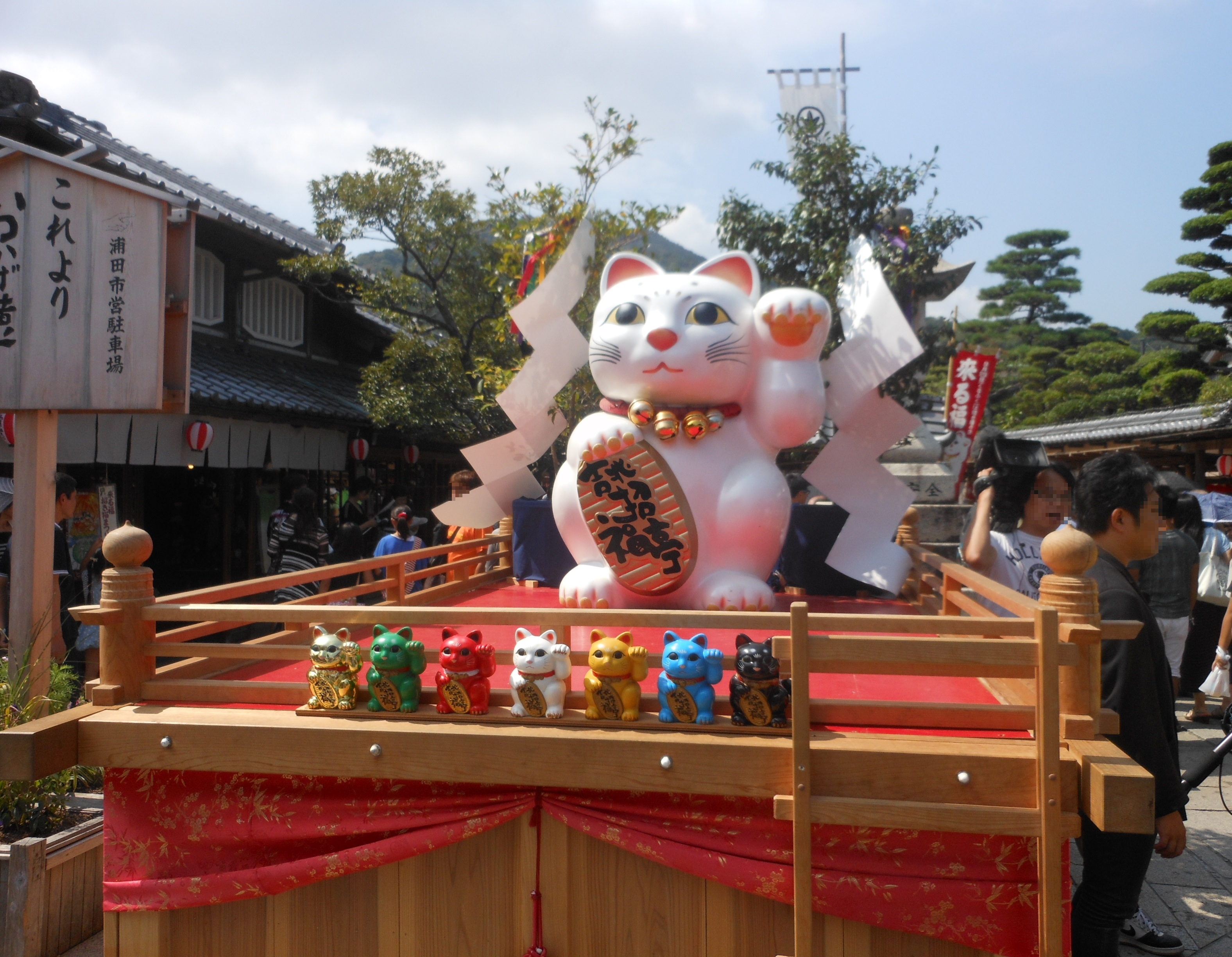
伊勢市の来る福招き猫まつり（2013年（平成25年））

来る福招き猫まつり（くるふくまねきねこまつり）とは、毎年9月末ころに開かれる日本の祭り・イベント。

## 概要
1995年、招き猫ファンの集まりである「日本招猫倶楽部」（東京。会員数約200人）が毎年9月29日を「来る福」（くるふく）と読みなして「招き猫の日」と制定したことにちなみ、毎年9月29日前後の土日を中心に、三重県伊勢市、愛知県瀬戸市、長崎県島原市などで開催されている。
期間中、招き猫・関連グッズの販売、現代招き猫作家の作品展示、製作体験のほか、多くのイベントが行われる。

## 伊勢市おかげ横丁
1995年（平成7年）より、おかげ横丁ではさまざまな催しが行われている。第1回は同年9月29日から10月10日まで、“招き猫の日”制定実行委員会と日本招猫倶楽部の主催で開催。
獅子舞風の「猫舞」が披露されるほか、観光客も参加して「にゃんちろりん♪総踊り」という踊りが行われる。飲食店では『来る福ニャンチ』というランチメニューが提供される。数量限定。

## 来る福招き猫まつり in 瀬戸
「アートで歩く瀬戸のまち」をキーワードに、1996年（平成8年）より市内各地でイベントが行われている。第1回は株式会社中外陶園（瀬戸市薬師町。鈴木政成社長）の主催。
第12回「来る福招き猫まつり in 瀬戸」は財団法人地域活性化センターによる「ふるさとイベント大賞」において優秀賞を受賞した。瀬戸市の秋の観光キャンペーン「瀬戸へ行かんで、どこへ行く」に合わせて開催されている。

## 来る福招き猫まつり in 島原
喫茶店「しまばら水屋敷」（島原市万町）の主人が日本招猫倶楽部の協力の下、1998年（平成10年）より、しまばら水屋敷をメイン会場に行われている。
松屋菓子舗の期間限定饅頭、「来る福・島原ねこまん」が販売される。数量限定。